# إبراهام بوسي
إبراهام بوسي (بالفرنسية: Abraham Bosse)‏ هو مصمم ونقاش ورسام فرنسي، ولد في 1604 في تور في فرنسا، وتوفي في 16 فبراير 1676 في باريس في فرنسا.

## وصلات خارجية
- إبراهام بوسي على موقع الموسوعة البريطانية (الإنجليزية)
- إبراهام بوسي على موقع ديسكوغز (الإنجليزية)